# The Cool Kids
I The Cool Kids sono un duo musicale hip hop statunitense, attivo dal 2007.

## Formazione
Il duo è composto da Sir Michael Rocks, originario di Matteson (Illinois), e Chuck Inglish, originario di Mount Clemens (Michigan).

## Discografia
Album in studio
- 2011 - When Fish Ride Bicycles

EP
- 2008 - The Blake Sale